# 수브라마냠 자이샹카르
수브라마냠 자이샹카르(힌디어: सुब्रह्मण्यम जयशंकर, 영어: Subrahmanyam Jaishankar, 1955년 1월 9일~)는 인도의 외교관이자 정치인으로 2019년 5월 30일부터 인도 정부의 외무장관으로 재직하고 있다. 2019년 7월 5일부터 구자라트주를 대표하는 라지야 사바에서 인도 인민당의 의원이자 국회의원이다. 그는 이전에 2015년 1월부터 2018년 1월까지 외무장관을 역임했다.
1977년 인도 외무부에 입사했으며, 38년 넘게 외교 경력을 쌓는 동안 싱가포르 주재 고등판무관(2007년~2009년)과 체코(2001년~2004년), 중화인민공화국(2009년~2013년), 미국(2014년~2015년) 주재 대사 등 인도와 해외에서 다양한 자격으로 근무했다. 자이샹카르는 인도-미국 민간 핵협정을 협상하는 데 핵심적인 역할을 했다.

## 외무장관
2015년 1월 29일 인도 외무장관으로 임명되었다. 2015년 1월 28일 나렌드라 모디 총리가 주재한 내각 임명위원회 회의에서 그의 임명이 발표되었다. 자이샹카르는 네팔 분석가들에 의해 "2015년 네팔 봉쇄 사태의 원조 계획자"로 널리 인정받고 있다.

## 개인 생활
자이샹카르는 일본 태생인 쿄코와 결혼하여 두 아들 드루바와 아르준, 딸 메다를 두고 있다. 그는 러시아어, 영어, 타밀어, 힌디어, 일본어, 중국어, 헝가리어를 구사한다.